# Iker
Iker és un nom propi d'home d'origen basc. Va ser adaptat per l'ideòleg nacionalista Sabino Arana Goiri en la seva obra pòstuma Deun Ixendegi Euzkotarra, un santoral onomàstic publicat després de la seva mort pel seu col·laborador Luis Eleizalde (1910). El nom pretén ser la versió masculina d'«Ikerne», equivalent també traduït per Arana i Elizalde del nom castellà «Visitació» (que en basc existia sota la forma «Bisitazio»).
Les següents persones es diuen Iker:
- Iker Garai (22 de març de 1976 -) futbolista de Vitòria del Logroñés CF.
- Iker Iturbe (10 de juliol de 1976 -) basquetbolista vitorià del Reial Madrid.
- Iker Flores Galarza (28 de juliol de 1976 -) ciclista navarrès originari d'Urdiain.
- Iker Galartza (17 de maig de 1977 -) actor i guionista natural d'Amezketa (Guipúscoa).
- Iker Martínez de Lizarduy Lizárribar (16 de juny de 1977 -) regatista de Sant Sebastià.
- Iker Camaño Ortuzar (14 de març de 1979 -) ciclista de Santurtzi (Biscaia).
- Iker Romero (16 de juny de 1980 -) jugador d'handbol de Vitòria.
- Iker Muniain Goñi (19 de desembre de 1992 -) futbolista de l'Athletic Club
- Iker García Lobo (6 de maig de 2002 -) actor i patinador mexicá.
- Iker Lotina (18 de febrer de 2011 -) actor i ballarí mexicà.
- Iker García Meza (16 de febrer de 2012 -) actor i baterista mexicà.